# Taeniophyllum borneense
Taeniophyllum borneense är en orkidéart som beskrevs av Rudolf Schlechter. Taeniophyllum borneense ingår i släktet Taeniophyllum och familjen orkidéer. Inga underarter finns listade i Catalogue of Life.